# Virus dell'immunodeficienza felina
Il virus dell'immunodeficienza felina (spesso abbreviato in FIV, Feline Immunodeficiency Virus) è un Virus della famiglia dei retrovirus, appartenente alla sottofamiglia dei Lentivirinae, genere lentivirus. Nel gatto, questo agente patogeno costituisce la causa di un'immunodeficienza, denominata sindrome da immunodeficienza acquisita felina e volgarmente chiamata AIDS del gatto, data la forte somiglianza alla sindrome da immunodeficienza acquisita che colpisce l'uomo. Questa peculiarità non implica affatto la possibilità della trasmissione del morbo da felini all'uomo: l'essere umano non è contagiabile dal virus dell'immunodeficienza felina. La prima descrizione della patologia risale al 1986, quattro anni dopo la scoperta ufficiale dell'HIV. La malattia finora è classificata come incurabile, ma spesso sul breve periodo si rivela asintomatica. A più lungo termine, però, si avvia il processo di deterioramento del sistema immunitario dell'organismo ospite, il quale muore in seguito a infezioni secondarie. Finora sono stati identificati nove diversi ceppi del virus da undici diverse razze di gatto in isolamento, compresi i ceppi specifici da leoni e puma. Anche esemplari di iena maculata sono risultati positivi ai test sul virus, nonostante essi non appartengano alla stessa famiglia del gatto.

## Classificazione
Il Feline Immunodeficiency Virus è un lentivirus che colpisce il sistema immunitario del gatto compromettendone l'efficiente funzionamento e rendendo quindi il gatto affetto da FIV più suscettibile a infezioni secondarie. 
Il virus si trova nei gatti domestici di tutto il mondo ed infetta anche felini selvaggi come i leopardi delle nevi, i leoni, le tigri, i giaguari, le pantere e le linci rosse della Florida. Benché sia stato isolato solamente nel 1987, è noto che FIV esiste da molto tempo. L'infezione è molto comune nei gatti che vivono fuori casa o che sono liberi di girovagare. I gatti maschi sono 2 volte più colpiti delle femmine. Infatti, i gatti liberi di girovagare hanno più probabilità di altri di contrarre l'infezione, essendo maggiormente esposti al rischio di ferite da morso. Diversamente da FeLV, nei rifugi per gatti l'infezione da FIV è rara in proporzione alle ferite da morso che ci si aspetterebbe in un luogo simile.

## Ciclo virale
L'infezione da FIV nei gatti, come quella da HIV negli esseri umani, è caratterizzata da tre stadi. Quello iniziale o acuto dell'infezione da FIV è spesso caratterizzato da febbre, linfonodi gonfi e predisposizione ad infezioni della pelle o dell'intestino. Questo stadio generalmente si sviluppa alla quarta - sesta settimana dopo l'esposizione al virus. 
Il secondo stadio è latente, non si notano i sintomi della malattia, e può durare per molti anni, durante i quali il sistema immunitario può essere lentamente cancellato. 
Quando l'immunodeficienza diventa grave, si sviluppa il terzo stadio dell'infezione. Il terzo stadio è quello terminale e si riscontra più comunemente nei gatti tra i 5 e i 12 anni (FeLV colpisce gatti tra 1-5 anni). Durante questo stadio clinico terminale, il sistema immunitario del gatto non funziona correttamente dal momento che il virus ne ha ucciso le cellule essenziali. Pertanto, gli animali nel terzo stadio della malattia sono particolarmente predisposti alle infezioni, di solito croniche, che possono essere batteriche, da miceti o da parassiti. Spesso sono causate da microrganismi che normalmente non causano gravi malattie nei gatti, ma il sistema immunitario ormai limitato non riesce a contrastarle, per cui si determina la proliferazione dell'infezione che si moltiplica rapidamente causando la malattia. Queste si definiscono infezioni “opportunistiche”.

## Modalità di trasmissione
Il contagio avviene tramite scambi di sangue o altri fluidi organici tra un gatto malato ed uno sano: più frequentemente nei gatti il contagio avviene attraverso l'accoppiamento o tramite ferite da morso: per questo i gatti maschi interi, con libero accesso all'esterno, sono i soggetti più a rischio. A differenza di FeLV, FIV non si trasmette con un prolungato e stretto contatto. Poiché si trova nella saliva, il virus viene inoculato attraverso le ferite da morso. Il contagio tramite la cassettina della lettiera, le scodelle del cibo e dell'acqua, oppure perché i gatti dormono vicini o giocano insieme è estremamente improbabile.

### Trasmissione verticale madre-figlio
Si può verificare se la gatta viene infettata durante la gestazione o l'allattamento. La trasmissione dell'infezione nell'utero o attraverso il latte è molto rara. Le gatte già infette dal FIV prima della gravidanza di solito partoriscono gattini non infetti.

## Clinica
Il virus determina la sindrome da immunodeficienza acquisita felina, simile all'AIDS umano. La malattia determina nel lungo periodo una maggiore suscettibilità del gatto ad infezioni secondarie, perlopiù opportunistiche, e all'insorgenza di neoplasie.